# Rhizocalyx
Rhizocalyx is een monotypisch geslacht van schimmels uit de orde Helotiales. De familie is nog niet eenduidig bepaald (incertae sedis). Het bevat alleen Rhizocalyx abietis.